# تریتون ایکس-۱۰۰
تریتون ایکس-۱۰۰ (به انگلیسی: Triton X-100) یک ترکیب شیمیایی است که شکل ظاهری آن مایع بی‌رنگ چسبناک می‌باشد.این ماده چربی زدای قوی است که در مهندسی بافت به ویژه برای حل شدن چربی پوست داخل محلول ترایتون به کاربرده می شود. 